# جين ريغبي (فيزيائية فلكية)
جين ريبيكا ريغبي هي عالمة فيزياء فلكية أمريكية تعمل في مركز جودارد لرحلات الفضاء وهي عالمة مشروع كبير في تلسكوب جيمس ويب الفضائي. تم اختيارها كواحدة من أفضل 10 كائنات يجب مراقبتها في عام 2021 و2022 من قبل مجلة Nature. في عام 2024 حصلت على وسام الحرية الرئاسي من الرئيس جو بايدن.

### الجوائز والتكريمات
- زميل ما بعد الدكتوراه في تلسكوب سبيتزر الفضائي لعام 2006
- جائزة الخريجين المتميزين لعام 2013 - كلية إيبرلي للعلوم[3]
- جائزة روبرت إتش جودارد ناسا للإنجاز الاستثنائي في مجال العلوم لعام 2013
- جائزة ناسا روبرت إتش جودارد للتنوع وتكافؤ فرص العمل لعام 2014
- جائزة الأقران لعام 2015 مركز جودارد لرحلات الفضاء
- طبيعية 10 تستحق المتابعة في عام 2022
- طبيعية 10
- وسام الحرية الرئاسي عام 2024